# Boutheïna Amiche
Boutheïna Amiche, née le 12 septembre 1990 à Téboulba, est une handballeuse tunisienne. Elle évolue au poste d'ailière gauche à Mégrine Sport.
Elle fait également partie de l'équipe de Tunisie, avec laquelle elle participe au championnat du monde 2015 au Danemark et au championnat du monde 2017 en Allemagne.

## Carrière
- 2010-2015 : Association sportive féminine de Téboulba (Tunisie)
- 2015-2017 : Mégrine Sport (Tunisie)
- depuis 2017 : Association sportive féminine de Sfax (Tunisie)

## Palmarès

### En club
- Championnat de Tunisie : 2015, 2018
- Coupe de Tunisie : 2015

### En équipe nationale
- 24e place au championnat du monde 2017
- Médaille d'or aux Jeux africains de plage de 2019
- Médaille de bronze au championnat d'Afrique 2021